# Quadrângulo de Eridania

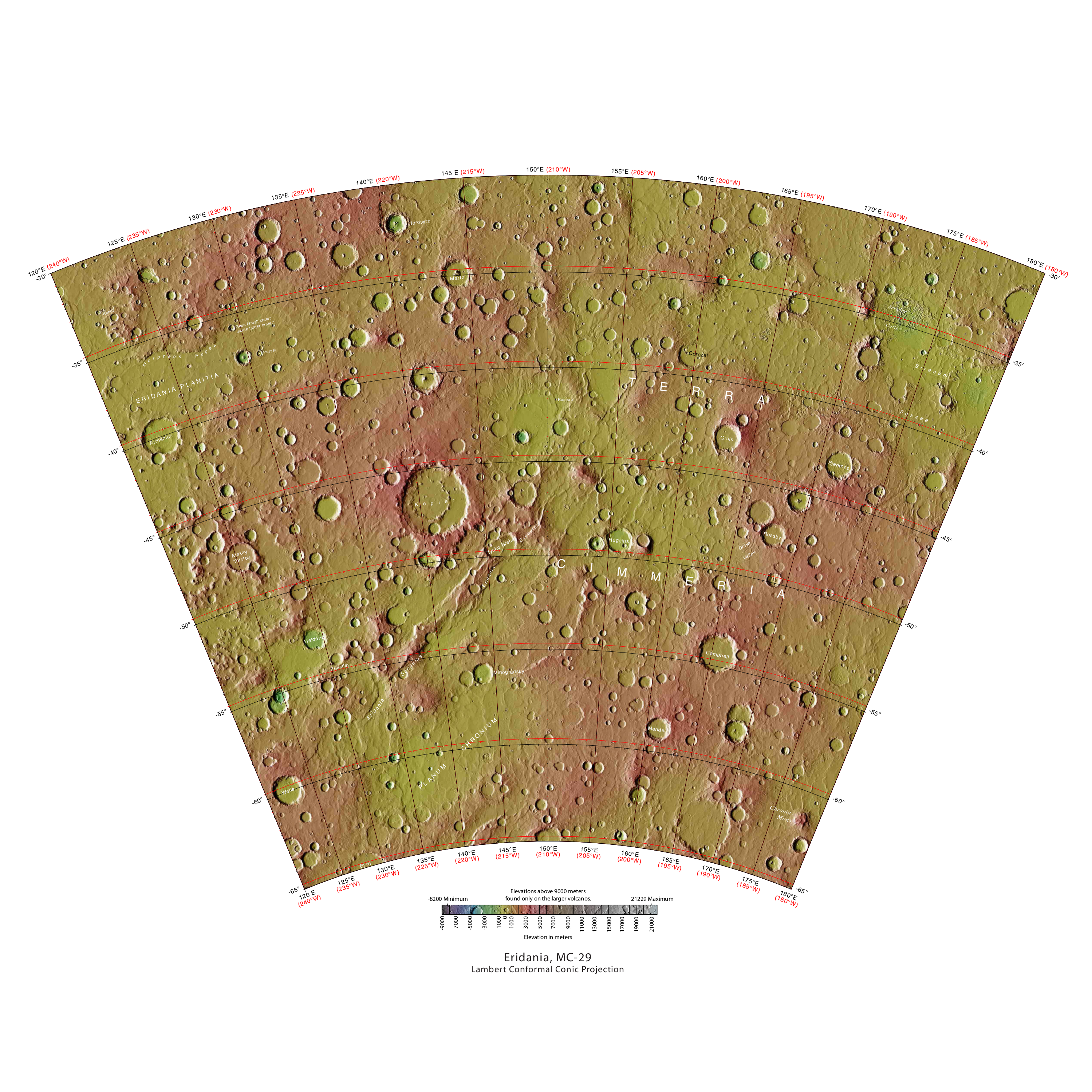
Quadrângulo de Eridania

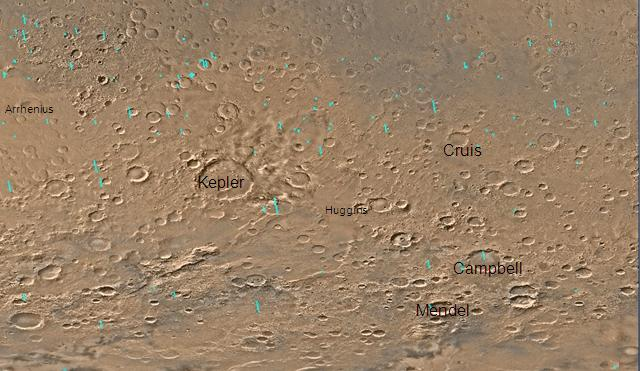
Mapa do quadrângulo de Eridania, exibindo as principais crateras.

O quadrângulo de Eridania é um de uma série de 30 quadrângulos em Marte estabelecidos pelo Programa de Pesquisa de Astrogeologia do Serviço Geológico dos Estados Unidos (USGS em inglês). Também pode-se referir ao quadrângulo de Eridania como MC-29 (Mars Chart-29).
O quadrângulo de Eridania cobre uma área que vai de 30° a 65 ° latitude sul e de 180° a 240° longitude oeste em Marte. A maior parte da região clássica chamada Terra Cimmeria se encontra nesse quadrângulo.  Parte dos depósitos de Electris, um depósito de coloração clara cuja espessura varia de 100–200 metros, cobre o quadrângulo de Eridania.

## Ravinas marcianas

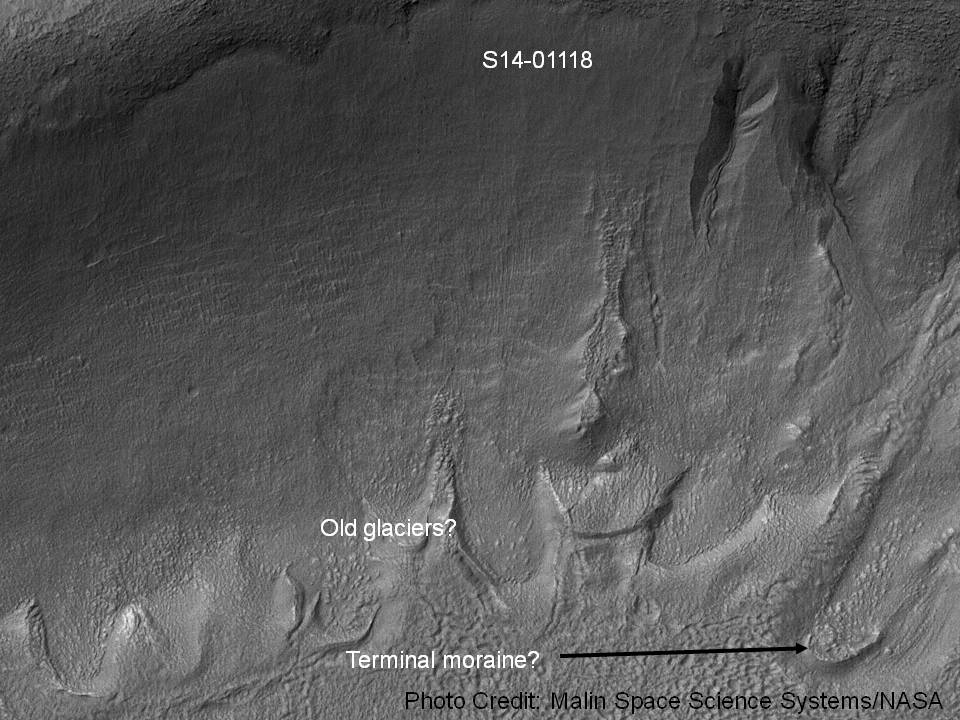
Ravinas em uma cratera em Eridania, a norte da vasta cratera Kepler. Ainda, formações do que pode ser vestígios de uma antiga geleira está presente. Uma delas, à direita, tem a forma de uma língua. Imagem obtida pela Mars Global Surveyor.

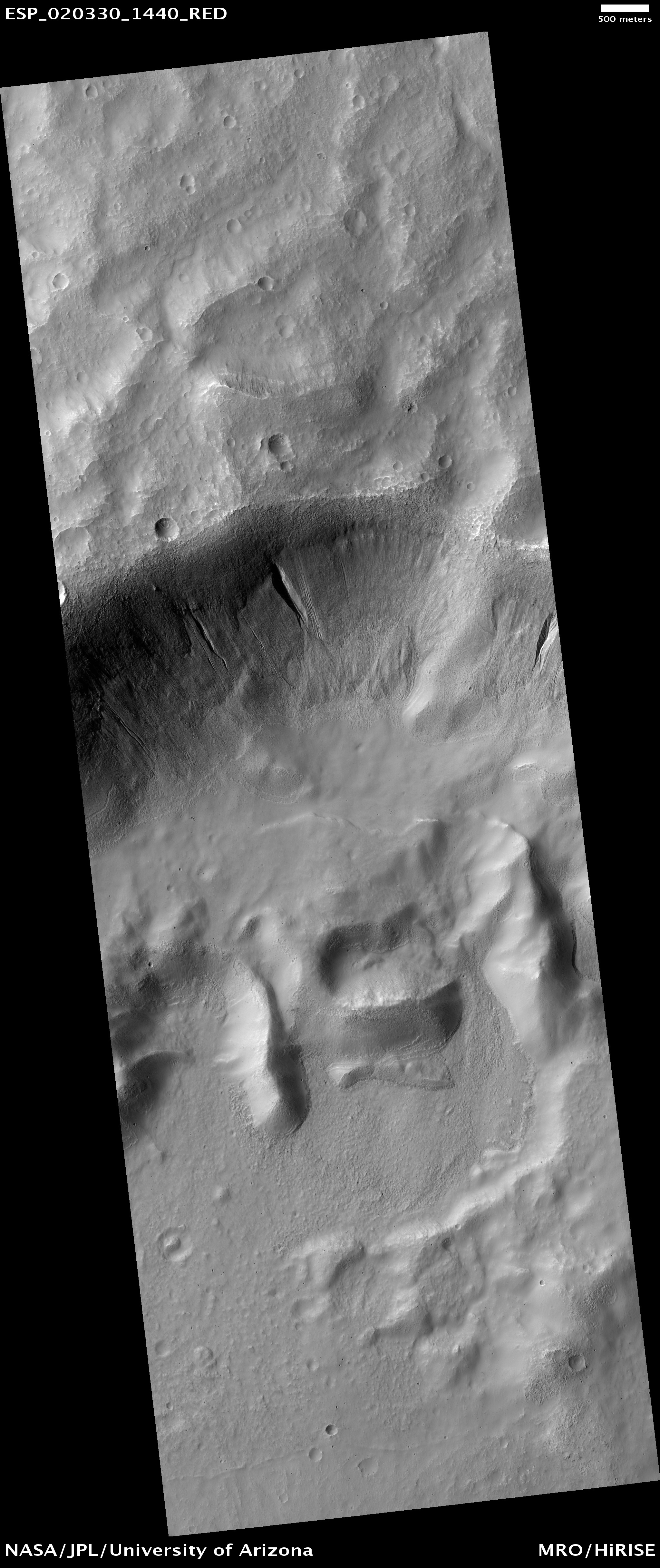
Imagem da HiRISE exibindo ravinas. A barra de escala corresponde a 500m. Imagem obtida sob o programa HiWish.

O quadrângulo de Eridania abriga várias ravinas cuja existência pode se dever a água fluida num passado recente. Algumas se encontram em Gorgonum Chaos e em várias crateras próximas às grandes crateras de Copernicus e cratera Newton.  Ravinas ocorrem em encostas íngremes, especialmente as paredes das crateras. Acredita-se que as ravinas sejam relativamente jovens por possuírem poucas ou nenhuma cratera, e elas se situam no topo de dunas de areia que são em si jovens.  Geralmente, cada ravina possui uma alcova, um canal e uma placa.  Apesar de muitas ideias terem sido propostas para explicá-las, as mais populares envolvem água líquida originária de um aquífero ou impressões de antigas geleiras.
Há evidências para ambas as teorias. A maioria das alcovas das ravinas ocorrem no mesmo nível, tal como se esperaria de um aquífero. Várias medições e cálculos demonstram que água líquida poderia existir em um aquífero nas profundidades em que as voçorocas geralmente se iniciam. Uma variação desse modelo é a tese de que o magma montante poderia ter derretido o gelo fazendo com que a água fluísse em aquíferos. Aquíferos são camadas que permitem que a água flua. Eles podem consistir em arenito poroso. Essa camada poderia ser estar situada acima de outra camada que evitaria que a água fluísse mais abaixo (em termos geológicos dir-se-ia impermeável). A única direção em que a água aprisionada poderia fluir seria horizontalmente.  A água poderia então fluir para a superfície em um ponto em que o aquífero encontra um limite, como a parede de uma cratera.  Aquíferos são muito comuns na Terra. Um bom exemplo é a "Weeping Rock" no Parque Nacional de Zion em Utah, Estados Unidos.
Por outro lado há evidências para a teoria alternativa, pois grande parte da superfície de Marte é coberta por um manto fofo espesso, o qual se acredita ser uma mistura de gelo e poeira. O manto rico em gelo, com espessura de poucos metros, faz com que a superfície fique mais fofa, mas há locais em que esta apresenta uma superfície desnivelada, lembrando a superfície de uma bola de basquete.  Sob certas condições o gelo poderia derreter e fluir encosta abaixo, criando ravinas.  Por haver poucas crateras nesse manto, conclui-se que o manto é relativamente jovem. Uma excelente vista deste manto é a imagem da borda da cratera Ptolemaeus, vista pela HiRISE.
O manto rico em gelo pode ser resultado de mudanças climáticas. Mudanças na órbita e inclinação de Marte provocam mudanças significativas na distribuição de gelo de água desde regiões polares até as latitudes equivalentes às do Texas.  Durante certos períodos climáticos o vapor d’água escapa da capa polar e vai para a atmosfera. A água retorna ao solo em latitudes mais baixas na forma de depósitos ou gelo misturado generosamente com a poeira. A atmosfera de Marte contém uma grande quantidade de finas partículas de poeira. O vapor d’água se condensa sobre as partículas, então as partículas maiores carregadas de água caem no solo. Quando a obliquidade de Marte atinge seu ponto máximo, mais de 2 cm de gelo pode ser removido da capa glacial de verão e depositado nas latitudes médias. Este movimento de água poderia durar por milhares de anos e criar uma camada de neve com mais de 10 metros de espessura. Quando o gelo no topo da camada superficial volta para a atmosfera, ela deixa a poeira para trás, isolando o gelo residual.  Medições das altitudes e inclinações das ravinas dão suporte à ideia de que bolsões de gelo ou geleiras estão associados às ravinas. Encostas mais inclinadas fazem mais sombra, o que ajudaria a preservar o gelo.
Elevações mais altas possuem muito menos ravinas pois o gelo tenderia a se sublimar mais no ar da alta altitude.
A terceira teoria poderia ser possível tendo em vista que mudanças climáticas podem ser o bastante para permitir o gelo no solo se derreta formando assim as ravinas. Durante um clima mais ameno, os primeiros metros poderiam descongelar e produzir um "fluxo de detritos" similar àqueles da seca e gelada costa oriental de Groenlândia. Como as ravinas ocorrem em encostas íngremes apenas um pequeno decréscimo no esforço cortante das partículas do solo é o bastante para iniciar o fluxo. Pequenas quantidades de água líquida de gelo derretido do solo poderia ser o bastante.  Cálculos demonstram que um terço de um milímetro de escoamento pode ser produzido a cada dia por  50 dias em cada ano marciano, mesmo sob as condições atuais.

## Superfície
Algumas superfícies em Eridania se encontram cobertas por um manto o qual se acredita possuir água em abundância.  Em alguns locais a superfície apresenta uma textura esburacada e disseccionada; estas texturas sugerem a presença de material que já tenha contido gelo, já desaparecido, permitindo que o solo remanescente desabasse no subterrâneo.

## Rastros de redemoinho

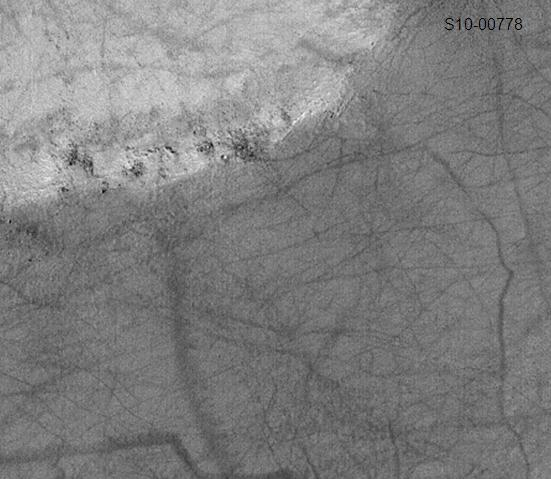
Padrões de riscas pequenas e grandes de redemoinhos gigantes, visto pela MGS.

Muitas áreas de Marte, incluindo Arcadia, experimentam a passagem de redemoinhos gigantes. Uma fina cobertura de poeira clara cobre a maior parte da superfície de Marte. Com a passagem de um redemoinho essa cobertura é soprada expondo a camada escura à superfície. Estes redemoinhos têm sido avistados desde o solo até a órbita. Eles até mesmo limparam a poeira dos painéis solares dos dois rovers em Marte, desse modo prolongando suas vidas úteis.  Os rovers gêmeos foram desenvolvidos para durar três meses, mas eles têm durado cinco anos e ainda estão em atividade. Foi observado que o padrão ds riscas muda a cada poucos meses.

## Paleomagnetismo

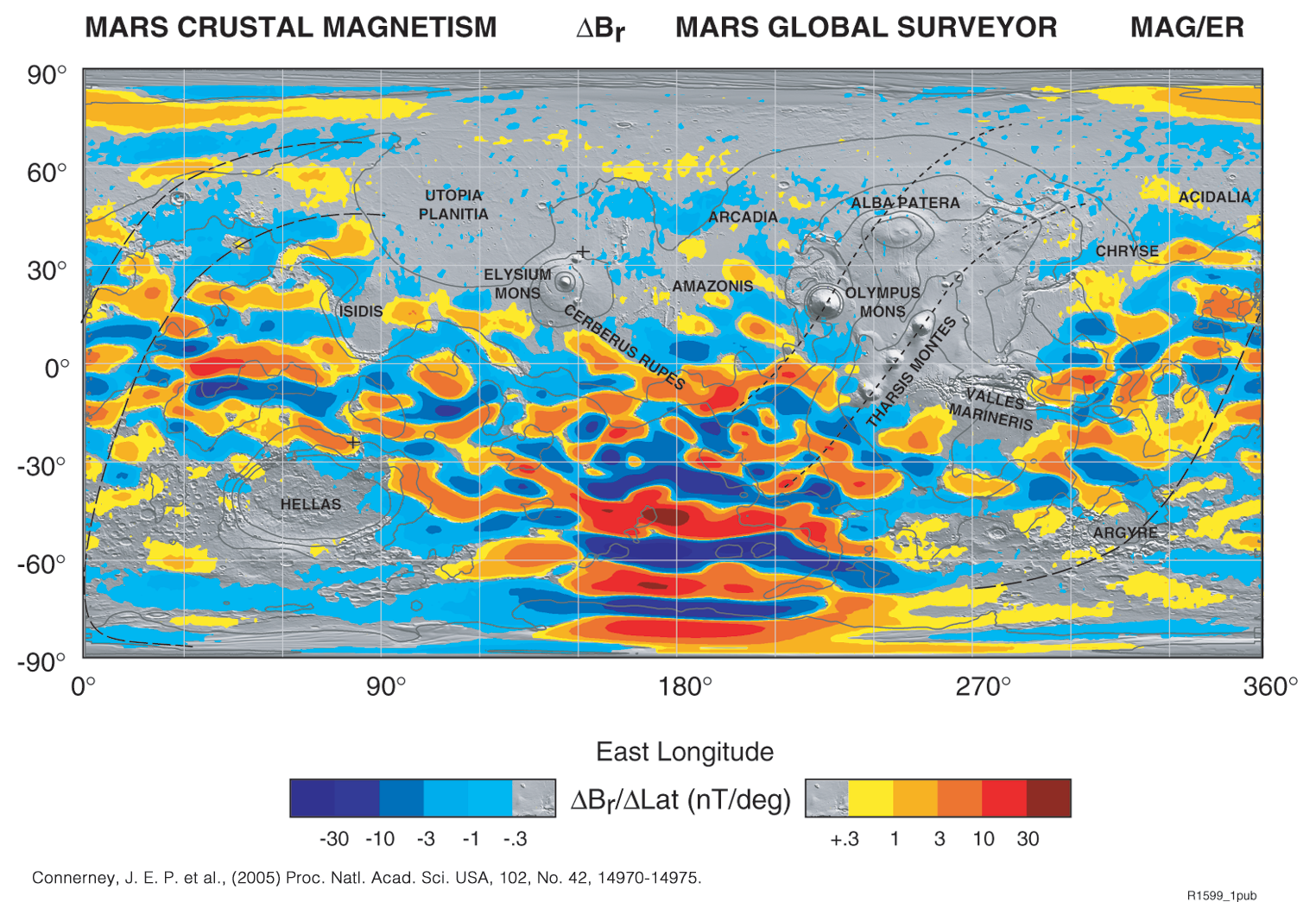
Paleomagnetismo medido pela MGS sobre as regiões de Terra Cimmeria e Terra Sirenum.

A Mars Global Surveyor (MGS) descobriu faixas magnéticas na crosta de Marte, especialmente nos quadrângulos de Phaethontis e Eridania (Terra Cimmeria e Terra Sirenum). O magnetômetro a bordo da MGS descobriu faixas de crosta magnetizadas de 100 km de largura correndo paralelamente por mais de 2000 km. Essas faixas se alternam em polaridade com o polo magnético norte de um apontando para o norte da superfície e o polo magnético norte do outro apontando para o sul. Quando faixas similares foram descobertas na Terra nos anos 60, elas foram tomadas como uma evidência para as placas tectônicas. Pesquisadores acreditam que estas faixas magnéticas em Marte sejam uma evidência para um curto período de atividade tectônica nos primórdios do planeta.  Quando as rochas se solidificam elas retêm o magnetismo existente no momento. Acredita-se que o campo magnético de um planeta seja causado pelo movimento de fluidos sob a superfície. Porém, há algumas diferenças entre as faixas magnéticas da Terra e as de Marte. As faixas marcianas são mais largas, apresentando uma magnetização muito maior, e não parecem espalhar além de uma zona média de emissão. Como a área contendo as faixas magnéticas data de aproximadamente 4 bilhões de anos, acredita se que o campo magnético global durou provavelmente pelos primeiros 100 milhões de anos da existência de Marte, quando a temperatura do ferro derretido do núcleo do planeta pode ter estado alta o bastante para impulsionar um dínamo magnético.  Não há nenhum campo magnético próximo a bacias de impacto como Hellas.  O choque de um impacto pode ter apagado a magnetização residual das rochas do local. Portanto, o magnetismo produzido por um antigo movimento de fluidos no núcleo teria cessado de existir após o impacto.
Quando a rocha derretida contendo material magnético, como a hematita (Fe2O3), se resfria e se solidifica na presença de um campo magnético, ela acaba sendo magnetizada e adquire a polaridade do campo de fundo. O magnetismo só é perdido quando a rocha é subsequentemente aquecida acima de certa temperatura (o ponto Curie, que seria de 770°C para o ferro). O magnetismo deixado nas rochas é um registro do campo magnético da época em que a rocha se solidificou.

## Galeria

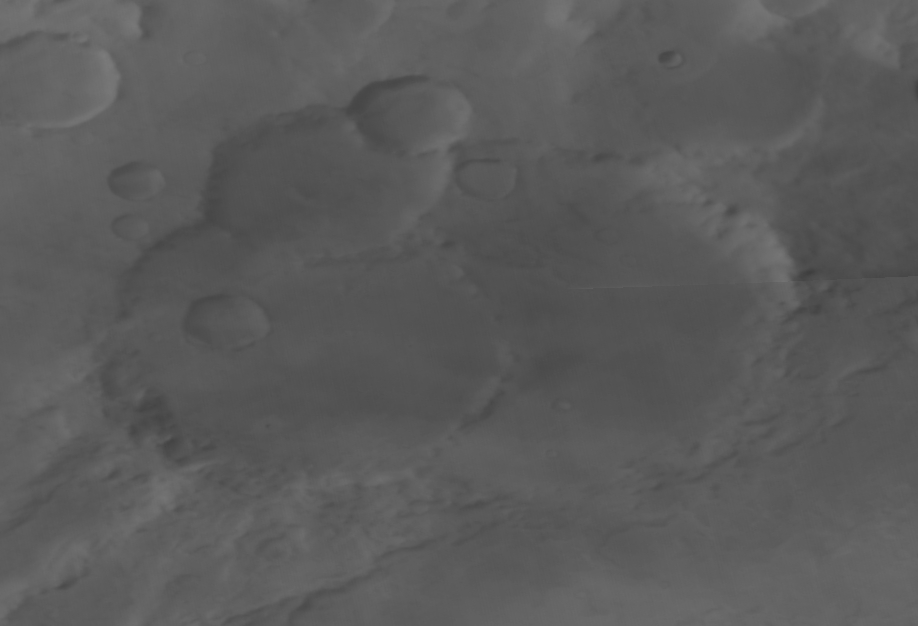
A cratera Tycho Brahe, imagem da Mars Orbiter Camera, câmera a bordo da Mars Global Surveyor.
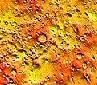
Mapa topográfico do MOLA de Terra Cimmeria.